# Gloribusstraat
De Gloribusstraat is een kleine straat in de Boeveriewijk van Brugge.

## Beschrijving
De straat die loopt tussen de Boeveriestraat en de Koning Albert I-laan, heeft zijn naam gekregen van Isabella Gloribus, de weduwe van Pieter Van Peenen. Ze stichtte er in 1634 zes godshuizen voor behoeftige weduwen.
Voordien heette het straatje Raemstraetkin en ook nog Muysevallestraetkin. Buurtbewoners van oude Brugse origine blijven het straatje Muzevol of Muzenhol noemen.